# Bielanka (Gorlice)
Pour les articles homonymes, voir Bielanka.
Bielanka (prononciation : [bʲɛˈlaŋka]), egalement connue sous le nom rusyn de Biljanka (rusyn : Бiлянка), est une localité polonaise de la gmina et du powiat de Gorlice en voïvodie de Petite-Pologne.